# Iris (film, 2016)
Pour les articles homonymes, voir Iris.
Pour plus de détails, voir Fiche technique et Distribution.
Iris est un film à suspense français réalisé par Jalil Lespert, sorti en 2016.
Le film est librement inspiré du film japonais Chaos de Hideo Nakata sorti en 2000.
Le film suit Iris, la femme d'Antoine Doriot, riche banquier, qui disparaît en plein Paris. Max, jeune mécanicien endetté, pourrait être lié à son enlèvement. Cependant, les enquêteurs Nathalie Vasseur et Malek Ziani sont encore loin d'imaginer toute la vérité sur l'affaire qui se déroule sous leurs yeux.

## Synopsis
Antoine Doriot (Jalil Lespert), banquier parisien, déjeune avec sa femme, Iris (Charlotte Le Bon). Pendant qu'il règle l'addition, celle-ci disparaît alors qu'elle l'attendait dehors en fumant une cigarette.
Un peu plus tard, Max Lopez, mécanicien, ouvre sa porte de son garage à Iris qui a traversé Paris sous la pluie. Ils vont ensuite ensemble dans un grand appartement luxueux où ils mettent en scène l'enlèvement de la jeune femme. Max l'attache alors sur une chaise, prend une photo la montrant bâillonnée et malmenée, puis appelle Antoine Doriot afin de demander une rançon. Il repart ensuite s'occuper de son fils, car c'est son jour de garde. Dans la soirée, à son retour à l'appartement, il constate que la femme présente sur le lit est morte. Il décide de l'enterrer dans une forêt.
De fil en aiguille, on comprend que Charlotte Le Bon n'est pas Iris Doriot, mais Claudia, la maîtresse sadomasochiste d'Antoine Doriot. Que la femme morte dans l'appartement n'est pas Claudia mais Iris dont elle a placé le cadavre à sa place. Antoine Doriot et sa maitresse ont ainsi piégé Max afin de se couvrir de l'homicide accidentel de la véritable Iris Doriot, qui ressemblait beaucoup à Claudia, et qui les avait surpris lors d'une séance sadomasochiste. Antoine Doriot a manipulé Max car ses fichiers de banque montrent qu'il est ruiné et donc « prêt à tout ».
Le dénouement renverra chacun des personnages à sa responsabilité individuelle.

## Fiche technique
Sauf indication contraire, les informations mentionnées dans cette section peuvent être confirmées par la base de données cinématographiques IMDb,  présente dans la section « Liens externes ».
- Titre : Iris
- Réalisation : Jalil Lespert
- Scénario : Andrew Bovell, adapté par Jalil Lespert et Jérémie Guez
- Directeur artistique : Leïla Smara
- Décors : Michel Barthélémy
- Costumes : Isabelle Pannetier et Lucie Maggiar
- Photographie : Pierre-Yves Bastard
- Montage : Mike Fromentin
- Musique : Dustin O'Halloran et Adam Wiltzie
- Production : Wassim Béji, Sylvain Goldberg, Serge de Poucques, Nadia Khamlichni et Giles Waterkeyn
- Société de productions : Wy Productions, France 2 Cinéma, Nexus Factory et uMedia
  - En association : Universal Pictures Vidéo
- Avec la participation : France Télévisions, Canal+ et Ciné+
  - En association : Cofinova 12, Cofinova 13, Indéfilms 5, Cofimage 27 et uFund
- Avec le soutien : Procirep et CNC
- Distribution : 
  -  France : Universal Pictures France
  -  Belgique : Vertigo Films Distribution
  -  Suisse : Pathé Films AG
- Pays d'origine :  France
- Durée : 99 minutes
- Genre : thriller
- Dates de sortie :
  -  France /  Belgique /  Suisse : 16 novembre 2016
- Classification :
  - France : Interdit aux moins de 12 ans lors de sa sortie en salles et à la télévision

## Distribution
- Romain Duris : Max Lopez
- Charlotte Le Bon : Claudia / Iris
- Jalil Lespert : Antoine Doriot
- Camille Cottin : Nathalie Vasseur
- Adel Bencherif : Malek Ziani
- Hélène Barbry : Iris Doriot
- Sophie Verbeeck : Nina Lopez
- Jalis Laleg : Eli Lopez
- Violeta Sanchez : Sarah
- Gina Haller : Laura

## Production
Le scénario du film a été écrit par l'australien Andrew Bovell. À l'origine, le film doit être une production américaine à destination d'un studio américain mais le projet est annulé. Jalil Lespert est alors contacté pour produire une adaptation française du scénario.

## Accueil

### Box-office
En France, le film a fait 150 781 entrées, récoltant 950 542 $.

### Critiques
Le film a reçu des critiques mitigées de la part de la presse.